# Branitschewo
Branitschewo (bulgarisch Браничево) ist ein bulgarisches Dorf mit 1354 Einwohnern (Stand: 15. Juni 2009) in der Gemeinde Kaolinowo der Oblast Schumen. Branitschewo liegt auf einer Höhe von etwa 295 Metern über dem Meeresspiegel etwa neun Kilometer nördlich vom Verwaltungszentrum der Gemeinde in Kaolinowo entfernt. Haupteinnahmequellen sind die Forst- und Landwirtschaft. Der frühere Name des Dorfes lautete Scharwi oder Sarwi.